# Бранко Бакович
Бранко Бакович (нар. 31 серпня 1981, Крагуєваць, СФРЮ) — сербський футболіст, захисник.

## Клубна кар'єра
Вихованець сербського футболу. Почав професійну кар'єру в клубі «Раднички» з міста Крагуєвац. Пізніше грав за белградський ОФК. З 2006 року по 2007 рік грав в оренді китайських клубах «Ченду Уню» та «Шаньдун Лунен». Влітку 2007 року перейшов в румунську «Політехніку» з міста Ясси. У лютому 2008 року перейшов в в охтирський «Нафтовик-Укрнафта», підписав контракт на 1,5 року. У чемпіонаті України дебютував 22 березня 2008 року в матчі проти львівських «Карпат» (0:0). Взимку 2009 року перейшов в «Раднички» (Крагуєвац). Влітку 2009 року перейшов в боснійський клуб «Славія» з Сараєво.

## Кар'єра в збірній
Провів 9 матчів та забив 2 м'ячі у складі молодіжної збірної Сербії і Чорногорії U-21.